# Eupilumnus
Eupilumnus is een geslacht van kreeftachtigen uit de klasse van de Malacostraca (hogere kreeftachtigen).

## Soorten
- Eupilumnus actumnoides (A. Milne-Edwards, 1873)
- Eupilumnus africanus (A. Milne-Edwards, 1867)
- Eupilumnus calmani (Balss, 1933)
- Eupilumnus fragaria (Yang, Dai & Ng, 1998)
- Eupilumnus globosus (Dana, 1852)
- Eupilumnus kiiensis (Takeda & Nagai, 1983)
- Eupilumnus laciniatus (Sakai, 1980)
- Eupilumnus stridulans (Monod, 1956)
- Eupilumnus xantusii (Stimpson, 1860)